# 東大ダイレクト
東大ダイレクト（とうだいダイレクト）とは、学校運営機構株式会社のチューター・リンク事業部が運営するインターネット家庭教師事業。名前の通り、家庭教師は全員現役東大生である。2010年5月開設であり、名前に「東大」を冠した家庭教師派遣事業としては比較的後発になるが、東大生の個別指導がインターネットで全国どこでも受講できるオンライン家庭教師としては日本初である。

## 代表者
社長の鈴木淳は1990年東大経済学部卒。
日本興業銀行に10年勤務し、米国ビジネススクール留学を含め、産業調査や投資銀行業務にて活躍。その後、サンスター株式会社、サイバーレーザー株式会社を経て、株式会社ファーストリテイリングでは柳井正社長の下で海外事業買収に従事。
コミュニケーション力を通じた人間力の大切さを痛感し、コーチングのプロとして1500名を超える大企業管理職のコーチングを実施する。
2010年、学校運営機構株式会社を設立。